# Bouzonville
Bouzonville (fràncic lorenès Busendroff) és un municipi francès situat al departament del Mosel·la i a la regió del Gran Est. L'any 2007 tenia 4.178 habitants.

## Demografia

### Població
El 2007 la població de fet de Bouzonville era de 4.178 persones. Hi havia 1.630 famílies, de les quals 512 eren unipersonals (204 homes vivint sols i 308 dones vivint soles), 463 parelles sense fills, 511 parelles amb fills i 144 famílies monoparentals amb fills.
La població ha evolucionat segons el següent gràfic:
Habitants censats

### Habitatges
El 2007 hi havia 1.853 habitatges, 1.686 eren l'habitatge principal de la família, 13 eren segones residències i 154 estaven desocupats. 989 eren cases i 861 eren apartaments. Dels 1.686 habitatges principals, 957 estaven ocupats pels seus propietaris, 677 estaven llogats i ocupats pels llogaters i 52 estaven cedits a títol gratuït; 28 tenien una cambra, 118 en tenien dues, 336 en tenien tres, 468 en tenien quatre i 736 en tenien cinc o més. 1.225 habitatges disposaven pel capbaix d'una plaça de pàrquing. A 848 habitatges hi havia un automòbil i a 590 n'hi havia dos o més.

### Piràmide de població
La piràmide de població per edats i sexe el 2009 era:
| Homes | Edats   | Dones |
| ----- | ------- | ----- |
| 4     | 95 o +  | 12    |
| 0     | 90 a 94 | 26    |
| 3     | 85 a 89 | 33    |
| 14    | 80 a 84 | 27    |
| 52    | 75 a 79 | 74    |
| 60    | 70 a 74 | 105   |
| 133   | 65 a 69 | 81    |
| 119   | 60 a 64 | 137   |
| 93    | 55 a 59 | 100   |
| 146   | 50 a 54 | 132   |
| 143   | 45 a 49 | 123   |
| 165   | 40 a 44 | 167   |
| 132   | 35 a 39 | 153   |
| 178   | 30 a 34 | 125   |
| 120   | 25 a 29 | 167   |
| 150   | 20 a 24 | 148   |
| 127   | 15 a 19 | 146   |
| 147   | 10 a 14 | 124   |
| 78    | 5 a 9   | 155   |
| 120   | 0 a 4   | 95    |

## Economia
El 2007 la població en edat de treballar era de 2.672 persones, 1.735 eren actives i 937 eren inactives. De les 1.735 persones actives 1.486 estaven ocupades (903 homes i 583 dones) i 249 estaven aturades (101 homes i 148 dones). De les 937 persones inactives 252 estaven jubilades, 247 estaven estudiant i 438 estaven classificades com a «altres inactius».

### Ingressos
El 2009 a Bouzonville hi havia 1.630 unitats fiscals que integraven 3.999,5 persones, la mediana anual d'ingressos fiscals per persona era de 15.337 €.

### Activitats econòmiques
Dels 263 establiments que hi havia el 2007, 6 eren d'empreses extractives, 6 d'empreses alimentàries, 2 d'empreses de fabricació de material elèctric, 9 d'empreses de fabricació d'altres productes industrials, 31 d'empreses de construcció, 77 d'empreses de comerç i reparació d'automòbils, 6 d'empreses de transport, 22 d'empreses d'hostatgeria i restauració, 1 d'una empresa d'informació i comunicació, 15 d'empreses financeres, 10 d'empreses immobiliàries, 22 d'empreses de serveis, 38 d'entitats de l'administració pública i 18 d'empreses classificades com a «altres activitats de serveis».
Dels 73 establiments de servei als particulars que hi havia el 2009, 1 era una oficina d'administració d'Hisenda pública, 1 gendarmeria, 1 oficina de correu, 6 oficines bancàries, 1 funerària, 6 tallers de reparació d'automòbils i de material agrícola, 3 autoescoles, 7 paletes, 6 guixaires pintors, 4 fusteries, 2 lampisteries, 1 electricista, 4 empreses de construcció, 7 perruqueries, 1 veterinari, 1 agència de treball temporal, 12 restaurants, 4 agències immobiliàries, 2 tintoreries i 3 salons de bellesa.
Dels 39 establiments comercials que hi havia el 2009, 4 eren supermercats, 1 un supermercat, 1 una botiga de més de 120 m², 6 fleques, 1 una fleca, 1 una peixateria, 14 botigues de roba, 2 botigues d'equipament de la llar, 2 sabateries, 1 un drogueria, 2 joieries i 4 floristeries.
L'any 2000 a Bouzonville hi havia 13 explotacions agrícoles.

## Equipaments sanitaris i escolars
El 2009 hi havia 2 farmàcies i 2 ambulàncies.
El 2009 hi havia 1 escola maternal i 2 escoles elementals. A Bouzonville hi havia 2 col·legis d'educació secundària i 1 liceu tecnològic. Als col·legis d'educació secundària hi havia 787 alumnes i als liceus tecnològics 287.

## Poblacions més properes
El següent diagrama mostra les poblacions més properes.